# Mohamed Gaber
Mohamed Gaber (tiếng Ả Rập: مـحمـد جـابر; sinh ngày 9 tháng 5 năm 1995) thường gọi Mido Gaber là một cầu thủ bóng đá người Ai Cập thi đấu cho Al Ahly ở vị trí tiền vệ tấn công.